# WISE J0521+1025
WISE J0521+1025 (= WISE J052126.29+102528.4) is een bruine dwerg met een magnitude van +15,262 (in J) in het sterrenbeeld Orion met een spectraalklasse van T7.5. De ster bevindt zich 21,7 lichtjaar van de zon.